# Cephalaria galpiniana
Cephalaria galpiniana är en tvåhjärtbladig växtart. Cephalaria galpiniana ingår i släktet jätteväddar, och familjen Dipsacaceae.

## Underarter
Arten delas in i följande underarter:
- C. g. galpiniana
- C. g. simplicior